# Ферриоль де Пон-де-Вейль, Антуан де
Антуан Ферриоль де Пон-де-Вейль (1 октября 1697, Пон-де-Вель, Пон-де-Вель (кантон), Рона — Альпы — 2 сентября 1774, Париж) — французский драматург, поэт и чиновник.

## Биография
Родился в семье Огюстена де Ферриоль д’Аржанталь (фр. Augustin de Ferriol d’Argental) высокопоставленного судебного чиновника, и Марии-Анжелики де Тансен, сестры кардинала де Тансена и мадам де Тансен. Образование получил в иезуитском колледже, с детства отличался любовью к сочинению пародийных песен и безделью. Усилиями своих влиятельных родителей был устроен лектором в королевские палаты, но уволен оттуда. Благодаря дружбе с Морепа, секретарём Людовика XV, был пристроен генерал-интендантом флота, однако и на этой должности тратил большую часть времени на посещение салонов и пьянство.

## Творчество
В своё время был очень известен своими куплетами и песенками, а также «тонким критическим вкусом». Вместе со своим братом, графом д’Аржанталь (фр.), и Тирио был членом «триумвирата», на суд которого Вольтер отдавал свои ещё не вышедшие в свет произведения. Кроме того, сочинял экспромтом шуточные стихи для компании принца Конти. Его остроумие и его полувековая связь с мадам Дюдеффан сделали его видным человеком своего времени. Его пьесы «Le fat puni» (1738), «Le Complaisant» (1733), «La Sonambule» (1739) пользовались успехом. Ему также приписывают авторство комедий «Le Marchand d’orvietan et l’operateur», «Les Noces d’Isabelle», «Le Père respecté», «Le Comte de Mareille», «Parade du tailleur». Был известен и как библиофил; каталог его библиотеки (1774) издан в 1847 году с предисловием П. Лакруа.